# Glypta popofensis
Glypta popofensis là một loài tò vò trong họ Ichneumonidae.